# Kovács Emese
Kovács Emese (Baja, 1991. március 1. –) Európa-bajnoki ezüstérmes magyar úszó, A Jövő SC versenyzője, a pekingi olimpiai csapat tagja.

## Életút
Kazincbarcikán a helyi uszodában kezdett el 9 évesen úszni. 11 évesen felköltöztek Budapestre. A Csik Ferenc Általános Iskolában és Gimnáziumban tanult. A Jövő SC-ben Fehérvári Balázs edzőhöz került. 2008. októberben átigazolt a Kőbánya SC-hez, ahol edzője Turi György volt. 2009. márciusban viszont visszatért eredeti csapatához. 2008 elején felkérték egy környezetvédelmi kampányban való részvételre is.
Első komolyabb nemzetközi eredményét 2005-ben érte el, ahol az európai ifjúsági olimpiai fesztivált 400 méteres vegyesúszásban megnyerte. 2006-ban illetve 2007-ben az Ifjúsági Európa-bajnokságokon szerepelt remek eredménnyel. 2007-ben a rövid pályás Európa-bajnokságon, majd a 2008-as Eb-n a 200 m-es pillangóúszásban ezüstérmes lett. Utóbbin csak egy hajszállal (12 századdal) maradt le az aranyéremről. Pekingben Kiss László szövetségi kapitány 200 m pillangóúszásban éremesélyesnek tartotta, ám végül egyéni csúcsához képest több, mint 6 másodperces rontással a középdöntőbe se került be.

## Jelentősebb eredményei
2006
- Mallorca – Ifjúsági Európa-bajnokság – 4 × 100 m vegyesváltó - 2. helyezés
- Mallorca – Ifjúsági Európa-bajnokság – 200 m pillangó - 4. helyezés (2:13,91)

2007
- Antwerpen – Ifjúsági Európa-bajnokság – 200 m pillangó – 1. helyezés (2:08,55)[11]
- Antwerpen – Ifjúsági Európa-bajnokság – 100 m pillangó – 2. helyezés (1:00,30)
- Antwerpen – Ifjúsági Európa-bajnokság –  50 m pillangó – 4. helyezés (0:27,60)
- Debrecen – Rövid pályás Európa-bajnokság – 200 m pillangó – 2. helyezés (2:05,41)
- Debrecen – Rövid pályás Európa-bajnokság – 100 m pillangó – 6. helyezés (0:58,82)

2008
- Eindhoven – Európa-bajnokság – 200 m pillangó – 2. helyezés (2:06,71)[12]
- pekingi olimpia – 200 m pillangó – 27. hely (2:12.73)[13]